# Осташов, Александр Сергеевич
Александр Сергеевич Осташов (укр. Олександр Сергійович Осташов; 29 августа 1969, Черкассы, Украинская ССР, СССР) — советский, украинский футболист.

## Футбольная биография
Заниматься футболом начинал в черкасской ДЮСШ «Днепр-80», где его первым тренером стал В. В. Вернигора. После спортшколы продолжил обучение в харьковском спортинтернате, который окончил в 1988 году. Привлекался к играм за дублирующий состав харьковского «Металлиста». В 1989 году вернулся в родной город, став игроком местной команды «Днепр» (Черкассы), выступавшей под руководством тренера Вячеслава Першина во второй лиге чемпионата СССР. Постепенно стал игроком основного состава, играя в линии обороны.
В 1992 году Осташов вместе с командой дебютировал в первом независимом первенстве Украины — 14 марта, в рамках турнира первой лиги, принял участие в поединке «Днепр» — «Полиграфтехника». С этого сезона, номинальный игрок обороны был переведён в линию атаки. Свой первый гол на профессиональном уровне Осташов забил 26 мая, поразив ворота алчевской «Стали». Всего в первенстве отличился 7 раз, став лучшим бомбардиром своей команды, которая понизившись в классе. В Кубке Украины 1992/93 провёл один матч за хмельницкое «Подолье», после чего вернулся в Черкассы. Осенью 1992 года коллектив возглавил молодой тренер Семён Осиновский, который спустя год смог вернуть черкасскому клубу прописку в первой лиге. В сезоне 1993/94 Осташов уже был лидером атакующей линии команды, по итогам первенства забив 18 голов, из них в четырёх поединках отличившись дублем.
В начале 1995 года стал игроком донецкого «Шахтёра». Дебютировал 4 марта 1995 года в поединке против днепропеторовского «Днепра». 17 апреля, выйдя на замену в кубковом матче против тернопольской «Нивы», спустя четыре минуты отличился и своим первым голом за донецкий клуб. Всего во втором круге сезона 1994/95 провёл девять матчей. В первом круге следующего сезона из-за полученной травмы Осташов практически не играл, проведя лишь несколько матчей за перволиговый «Шахтёр» Макеевка. Вторую часть сезона 1995/96 нападающий уже начал с основным составом горняков, приняв участие во всех поединках второго круга. 18 марта 1996 года в выездном матче против днепропетровского «Днепра» забил свой первый гол в высшей лиге. В 23 туре отличился ещё одним голом, в поединке против киевского «Динамо» поразив ворота Александра Шовковского. Свой третий гол нападающий забил в ворота команды ЦСКА «Борисфен».
В составе «Шахтёра» Осташов принял участие в играх за Кубок Интертото, дебютировав 23 июня 1996 года в матче против швейцарского «Базеля», в котором на 22-й минуте отличился голом. Также принял участие в поединках против волгоградского «Ротора» и турецкого «Антальяспора». Матч против турецкой команды стал последним для нападающего в футболке донецкого «Шахтёра».
Следующий сезон Осташов начал в другом клубе из Донецка — «Металлурге». В составе одного из лидеров первой лиги в играх первого круга сыграл 18 поединков, в которых отличился 6 голами. Вторую часть первенства начал уже в другом перволиговом клубе — алчевской «Стали». В первом круге сезона 1997/98 Осташов в 19 поединках забил 14 голов, возглавив бомбардирскую гонку лиги и в межсезонье получил приглашение от команды высшей лиги «Металлург» (Запорожье), который возглавил тренер Александр Штелин.
В составе своего нового клуба до завершения чемпионата форвард принял участие только в 7 играх, при этом отличившись 4 голами. В следующем сезоне Осташов уже имел стабильное место в основном составе. Продолжил выходить на поле и после смены наставника (Штелина на посту главного тренера сменил Мирон Маркевич). Но уже в чемпионате 1999/2000 Осташов потерял место в основном составе и был переведён в фарм-клуб «Металлурга», игравший во второй лиге. По окончании первого круга покинул Запорожье, возвратившись в родной город, приняв приглашение тренера ФК «Черкассы» Александра Кирилюка, хорошо знавшего возможности игрока по совместным выступлениям за черкасский клуб. Этот сезон стал самым успешным в истории команды, по итогам первенства финишировавшей на 3 месте.
В начале 2001 года 30-летний Осташов принял решение продолжить карьеру в команде второго российского дивизиона «СКА-Энергия» Хабаровск, которую тренировал известный в прошлом футболист донецкого «Шахтёра» Олег Смолянинов. Дебютировал 25 апреля в кубковом поединке против «Амура-Энергии». Спустя шесть дней, в матче первенства страны с тем же соперником отличился и своим первым голом за хабаровский клуб. В матче против команды «Шахтёр» (Прокопьевск) забил три гола, первый из которых для армейцев стал четырехсотым в чемпионатах России. Всего же в первенстве принял участие в 25 матчах, в которых забил 9 голов. По итогам сезона «СКА-Энергия» занял первое место в зоне «Восток» и удачно отыграв в финальном турнире, повысился в классе. В первом дивизионе сезона 2002 года хабаровский клуб финишировал на 12 месте. Осташов сыграл в первенстве 29 игр и забил 7 голов, так же отличился хет-триком в кубковом матче против «Газовика-Газпрома». Сезон 2003 года, в котором «СКА-Энергия» занял 10 место, ставшее на то время лучшим результатом для клуба в чемпионатах России, для Осташова стал последним в футболке армейцев.
Вернувшись на Украину, Осташов некоторое время выступал за любительские коллективы, а летом 2004 года стал игроком второлигового ПФК «Александрия», за который провёл первый круг сезона 2004/2005. Вторую часть первенства футболист начал в кировоградской «Звезде». Но за свой новый клуб сыграл только один тайм — в стартовом поединке весенней части соревнований против команды «Горняк» (Кривой Рог). Этот поединок стал последним в профессиональной карьере игрока.

## Достижения
- Полуфиналист Кубка Украины: (1994/1995)
- Победитель первой лиги Украины: (1996/1997)
- Победитель второй лиги Украины: (1992/1993)
- Победитель второго дивизиона России: (2001)